# Ханчобаны

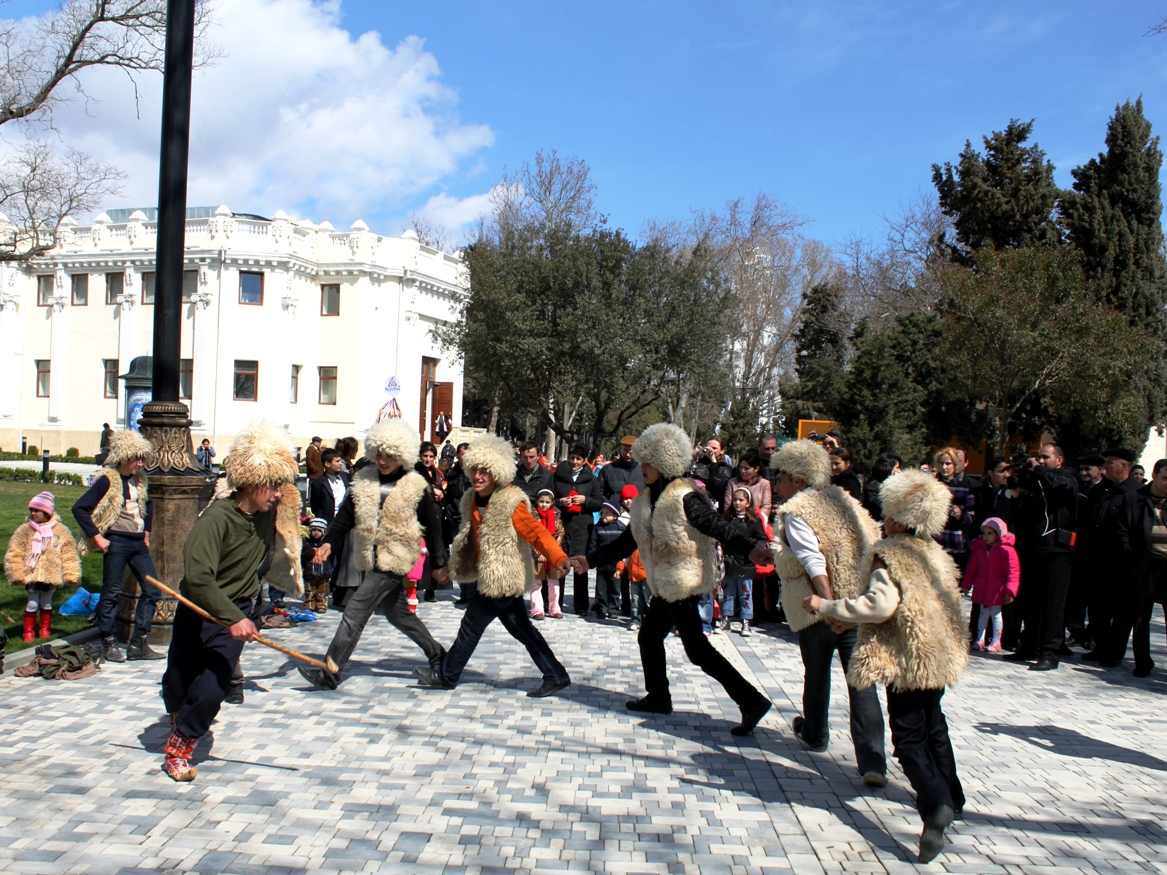
Исполнение танца во время праздника Новруз в Баку

Ха̀нчобаны́ (азерб. Xançobanı — «пастух хана») — азербайджанский народный танец, исполняемый под быструю национальную музыку только мужчинами.

## Происхождение
В XVII—XVIII веках в Ширванскую зону пришло с юга и осело здесь племя, представители которого называли себя ханчобанами. Танец, именуемый в их честь, появился в конце XIX века.

## Исполнение
Танец исполняется как на свадьбах (в основном сельских), так и на других праздничных мероприятиях и на концертах. Его исполняют только мужчины в быстром темпе, интенсивно, с гармонично сочетающимися движениями. По тематическому содержанию относится к трудовым танцам.